# Cá xác sọc
Cá xác sọc, ở miền Nam có khi viết chệch thành cá sát sọc hay nói gọn thành cá sát (Danh pháp khoa học: Pangasius macronema), còn gọi là cá tra Xiêm thuộc nhóm cá trắng xuất hiện nhiều ở sông Tiền, sông Hậu, vùng Đồng bằng sông Cửu Long.

## Đặc điểm
Chúng có ngoại hình gần giống như cá bụng nhưng mình giẹp hơn, thân cá thon dài, trắng toát từ đầu cho đến đuôi. Cá xác sọc lớn nhất cũng khoảng 400gr/con. Đây là loài có kích thước nhỏ nhất trong họ Pangasiidae. Dài từ 2 đến 27 cm, con đực có kích thước tối đa 30 cm (theo trang mạng Fishbase).
Đầu cá hình nón, thân dẹp bên, miệng cận dưới, không co duỗi được, vòng cung cửa miệng rất cong, rạch miệng xiên. Răng hàm nhỏ mịn. Răng vòm miệng chia thành 4 đám rõ rệt, hai đám giữa tròn, hai đám hai bên bầu dục. Râu phát triển, râu mép kéo dài chạm tới gốc vi bụng. Râu cằm ngắn hơn, kéo dài qua gốc vi ngực. Mắt to, phần trán giữa hai mắt cong lồi. Lỗ thóp cạn, kéo dài từ gốc đến mấu xương chẩm.
Thân dài, dẹp bên. Đường bên hoàn toàn và phân nhánh, bắt đầu từ mép trên lỗ mang đến điểm giữa gốc vi đuôi. Gai vi ngực phát triển hơn gai vi lưng, mặt sau các gai này có răng cưa và hướng xuống gốc. Vi mỡ nhỏ, dài, phần sau tự do. Phần lưng của thân và đầu có màu đen ửng xanh lá cây và lợt dần xuống mặt bụng. Bụng có màu trắng ửng hồng. Mỗi bên thân có hai sọc đen chạy theo chiều dọc: Một sọc chạy theo đường bên từ lỗ mang đến gốc vi đuôi và một sọc khác ngắn hơn nằm phía dưới đường bên chạy dài từ lỗ mang đến ngang khởi điểm vi hậu môn

## Tập tính
Cá xác sọc có quanh năm nhưng xuất hiện nhiều nhất vẫn là vào tháng 9 cho đến tháng 3 âm lịch năm sau. Cá xác sọc rất háu ăn, đôi khi đói quá chúng bạo gan kéo sát bờ ăn tấm cám, tro gạo người ta đổ dưới sông. Mồi bén cá xác sọc gồm trùn đỏ, dế trũi ủ, cá linh ủ... móc vào lưỡi câu thảy xa bờ chừng chục mét, cá xác sọc đánh hơi mồi béo bơi tới liền. Cá háu ăn nhưng ăn câu từ từ, nó rỉa mồi từng miếng một cách nhẹ nhàng chứ không ghì mồi thô bạo như cá lăng, cá vồ. Kéo cá lên phải bắt cho lẹ không thì cá nhảy soi sói vướng ngạnh đâm trúng tay là nhức.
Cá xác sọc thích ăn mồi là con gián. Vào mùa nước lên tháng tám, tháng chín một số người dân quê miền Tây thường câu hai loại cá này bằng mồi con gián. Người ta chọn những bến sông nào êm, ngồi nơi mũi xuồng, tay trái cầm cái miểng vùa có đục lổ nhỏ múc đầy nước cho nó chảy xuống mặt nước, tay mặt cầm cần câu móc mồi con gián thả ngầm trong nước. Cá nghe tiếng nước chảy từ nơi gần nào đó rồi xúm nhau lội lại chỗ có nước xao động kiếm ăn và gặp lưỡi câu có mồi gián là chúng thích và đều dính câu vì chúng vừa dạn ăn và vừa thích loại mồi gián.

## Phân bố
Sống và dinh dưỡng ở tầng đáy đến tầng mặt của thủy vực nước ngọt. Đây là loài di cư trong sông. Trong giai đoạn từ tháng 4 đến tháng 6, loài này vượt thác Khône ở biên giới Lào - Campuchia. Là loài phân bố rộng, số lượng quần thể lớn thu được bằng ghe cào.

## Ẩm thực
Tùy theo kích cỡ mà người ta phân ra làm các món chiên, kho hay nướng. Thường cá xác sọc nhỏ như cá chốt dùng kho tiêu, kho quẹt hay ướp muối chiên tươi. Cá nhỏ ăn không sợ mắc xương, vị béo ngon miệng tẩm vị mặn của muối, cay nồng của ớt. Cá lớn nướng than có màu vàng ươm ăn chung với các rau diếp cá, rau răm.